# Ficus ocoana
Ficus ocoana är en mullbärsväxtart som beskrevs av Armando Dugand. Ficus ocoana ingår i släktet fikonsläktet, och familjen mullbärsväxter. Inga underarter finns listade i Catalogue of Life.